# Félix de Azara
Félix de Azara y Perera (ur. 18 maja 1742 w Barbuñales, zm. 20 października 1821 tamże) – hiszpański inżynier wojskowy, przyrodnik i człowiek oświecenia. Był bratem dyplomaty José Nicolása.

## Życiorys
Félix Francisco José Pedro de Azara y Perera pochodził z prowincji Huesca w Aragonii. Był synem Alejandra de Azara y Loscertale i Maríi de Perera. Studiował na Uniwersytecie Sertoriańskim w Huesce, a następnie w Akademii Wojskowej w Barcelonie, skąd wyjechał jako kadet w 1764. Kierował budową fortyfikacji w Figueres i na Majorce, został ciężko ranny w nieudanej inwazji morskiej na Algier w 1775. W tym samym roku uzyskał stopień porucznika, a w 1780 awansował do stopnia pułkownika porucznika i został przydzielony do San Sebastián w Galicji. W 1815 odrzucił Order Izabeli Katolickiej w proteście przeciwko absolutystycznym ideałom panującym w Hiszpanii.
Hiszpania i Portugalia, na mocy traktatu z El Pardo z 1778, ustaliły granice swoich posiadłości w Ameryce Południowej. Azara został mianowany komisarzem odpowiedzialnym za precyzyjne zdefiniowanie hiszpańskich granic na miejscu. Wyjechał do Ameryki Południowej w 1781 na misję mającą trwać kilka miesięcy, lecz pozostał tam 21 lat. W tym czasie badał ekonomię, geografię, faunę i florę Paragwaju, które opisał w pracach naukowych. Ponieważ nie miał wykształcenia przyrodniczego, popełniał wiele błędów. W sumie opisał 448 gatunków, z których około połowy nie zostało wcześniej opisanych. Sporządził mapy regionu estuarium La Plata.
W 1801 wrócił do Hiszpanii, a następnie wyjechał do Paryża, gdzie spotkał się z bratem José Nicolásem de Azara, ambasadorem Napoleona. Jego prace zyskały aprobatę naukowców z Muzeum Historii Naturalnej w Paryżu i przyniosły mu międzynarodową sławę. W 1802 awansował na brygadiera marynarki wojennej, a w następnym roku chciał przejść na emeryturę i odrzucił stanowisko wicekróla Meksyku, które oferował mu Manuel Godoy. W 1805 został członkiem Rady Fortyfikacji i Obrony Indii. Po zakończeniu wojny niepodległościowej i przywróceniu monarchii absolutnej usunął się z życia publicznego i wyjechał do Barbuñales, gdzie prowadził badania nad rolnictwem dla Real Sociedad Económica Aragonesa. Zmarł na zapalenie płuc w 1821 w Barbuñales. Został pochowany w rodzinnym grobowcu w katedrze w Huesce.

## Dzieła
- Essais sur l’histoire naturelle des Quadrupèdes, 1801, Paryż
- Apuntamientos para la historia natural de las Paxaros del Paraguay y Rio de la Plata, 1802–1805, Madryt